# Orden al Mérito Militar (Mongolia)
La Orden al Mérito Militar (en mongol: Цэргийн гавъяаны одон) fue creada en 1945 mediante un decreto del Presídium del Gran Jural (parlamento) y el Consejo de Ministros de la República Popular de Mongolia de 17 de octubre de 1945.
La Orden al Mérito Militar se otorgó a miles de ciudadanos de la República Popular de Mongolia y países socialistas aliados, unidades y organizaciones militares individuales, entre ellos el Escuadrón Aéreo Arat de Mongolia, el Conjunto de Danza y Canto del Ejército Popular de Mongolia, la Academia de Ingeniería Militar. V.V. Kuibyshev (en la URSS). Se entregaron alrededor de 7000 premios.

## Reglamento
La Orden al Mérito Militar de la República Popular de Mongolia se otorgaba a soldados, oficiales, trabajadores políticos, unidades y formaciones militares, escuelas de la República Popular de Mongolia y el Ministerio del Interior, que hubieran demostrado valor militar en el fortalecimiento del poder militar de la República Popular de Mongolia, el fortalecimiento de la capacidad de defensa del país, en la lucha contra los enemigos tanto externos como internos del país.
La concesión de la Orden se realizaba a través del Presídium del Gran Jural de la República Popular de Mongolia.
Junto con la medalla también se entregaba a la persona premiado un pequeño folleto en el que se hace constar el nombre y apellidos de la persona premiada, el motivo de la adjudicación y el número de identificación de la orden.
La Orden se usa en el lado izquierdo del pecho y, en presencia de otros premios de la República Popular de Mongolia, se coloca inmediatamente después de la Orden de la Bandera Roja. La ceremonia de entrega de la Orden al Mérito Militar se lleva a cabo en reuniones solemnes y en días festivos con motivo del día de la revolución de Mongolia.

## Descripción
La Orden al Mérito Militar es un medalla de plata con un diámetro de 50 mm entre extremos opuestos y un borde elevado. El diámetro del círculo interior es de 22 mm y el peso total es de 51,28 g, peso de la tuerca 9,10 g.
El anverso de la insignia de la Orden del Mérito Militar es una estrella convexa de cinco puntas, cuya superficie está formada por cinco haces de rayos redondeados planos divergentes de diferentes longitudes. Entre las vigas se ubican tres vigas redondeadas cubiertas con esmalte blanco. En el centro de la estrella hay un escudo convexo en relieve de tipo III de la República Popular de Mongolia, cubierto con esmalte rojo, verde, azul y amarillo. Debajo del escudo de armas hay una imagen de un rifle cruzado y un sable.
El reverso de la insignia de la orden es lisa, ligeramente cóncava, y en el centro tiene un alfiler roscado con tuerca para sujetar a la ropa y trazas de tres remaches con los que se sujeta el escudo a la estrella. El número de identificación de la medalla está grabado en la parte inferior.

## Cinta del pasador
Para el uso diario, la orden tenía un símbolo en forma de barra de pedido. Hasta 1961, la barra de la orden era de metal rectangular, recubierta de esmalte de colores. Desde 1961, las tiras de esmalte fueron reemplazadas por tiras cubiertas con cinta de muaré de seda en los colores del pedido.
| Cinta de la Orden antes de 1961 | Cinta de la Orden después de 1961 |
|                                 |                                   |